# Масловское сельское поселение (Смоленская область)
Масловское сельское поселение — упразднённое муниципальное образование в составе Вяземского района Смоленской области России.
Административный центр — село Богородицкое.
Образовано Законом Смоленской области от 28 декабря 2004 года. Упразднено Законом Смоленской области от 25 мая 2017 года с включением всех входивших в него населённых пунктов в Андрейковское сельское поселение.

## Географические данные
- Общая площадь: 160,4 км²
- Расположение: западная часть Вяземского района
- Граничит:
  - на севере — с Хмелитским сельским поселением
  - на востоке — с Каснянским сельским поселением
  - на юго-востоке — с Андрейковским сельским поселением
  - на юге — с Относовским сельским поселением
  - на западе — с Сафоновским районом
- По территории поселения проходит автодорога Вязьма — Холм-Жирковский.
- Крупные реки: Вязьма, на территории поселения находится исток реки Вазуза.

## Население
| 2011 | 2012 | 2013 | 2014 | 2015 | 2016 | 2017 |
| ---- | ---- | ---- | ---- | ---- | ---- | ---- |
| 358  | ↘352 | ↗358 | ↘341 | ↗347 | ↘339 | ↘320 |

## Населённые пункты
В состав поселения входили следующие населённые пункты:
- Богородицкое, село
- Всеволодкино, деревня
- Мартюхи, деревня
- Марьино, деревня
- Орлянка, деревня
- Павлово, деревня
- Пекарево, деревня

Общая численность населения — 422 человека.